# Klaus Berger
Klaus Berger (Hildesheim, 25 de novembro de 1940 – 8 de junho de 2020) foi um teólogo alemão, um especialista no Novo Testamento. Foi professor de Teologia em Heidelberg. Inicialmente um católico, em 1967 ele passou a ser protestante, quando a Faculdade de Teologia de Munique recusou a sua tese de doutorado, na qual ele afirmou que Jesus não dissolveu a lei Judaica mas sim interpretou-a de acordo com o sentido do seu tempo. Esta ideia foi, no entanto, aceita em 1991 e é agora considerada oficial pela Igreja Católica.
Morreu no dia 8 de junho de 2020, aos 79 anos.